# Morieli
Morieli — пістолет розроблений у 2011 році грузинським державним науково-технічним центром «Дельта» в місті Тбілісі для озброєння бійців сил спеціальних операцій армії і правоохоронних органів.

## Опис
Має автоматику з вільним затвором, суцільнометалеву конструкцію і курок самовзводного ударно-спускового механізму. Ручних запобіжників пістолет не має.
Особливістю конструкції пістолета є двокомпонентний глушник розширювального типу, компоновочной наслідує радянському пістолету ПБ. Задня частина глушника інтегрована в конструкцію пістолета і розташована навколо ствола, в результаті чого затвор в передній частині має відкриту конструкцію, а поворотна пружина розташована під стовбуром і глушником. Передня частина глушника (насадок) від'ємна, при цьому канал для проходу куль виконаний не по поздовжній осі циліндричного корпусу, а ексцентрично, що дозволяє використовувати на зброю порівняно невисокі прицільні пристосування — цілик і мушку.